# Квалификације за Конкакафов Златни куп у фудбалу за жене 2006.
Квалификације за Конкакафов Златни куп у фудбалу за жене 2006. је било треће издање (7. ако је укључено и фудбалски шампионат Конкакафа за жене) Конкакафовог Златног купа у фудбалу за жене. Шампионат се одржао у Сједињеним Државама. Фудбалска репрезентација Сједињених Држава освојила је турнир и заједно са другопласираном Канадом су се квалификовале за Светско првенство у фудбалу за жене 2007. 
За учешће у шампионату играле су се квалификације Централноамеричког фудбалског савеза (УНКАФ) преко које су се Мексико и Панама квалификовале за финални део турнира. Квалификације су се одиграле у Мексику и Панами од 10. до 28. маја 2006. године.
Друге квалификације су биле организоване од стране Фудбалског савеза Кариба (ФСК) где је учествовало 16. репрезентација а за финални деоЗлатног купа су се пласирале репрезентације Јамајке и Тринидада и Тобага Конкакафов Златни куп у фудбалу за жене 2002.  Квалификације су се одржале на Доминиканској Републици, Аруби, Суринаму, Јамајки и Тринидад и Тобагу од 4. маја до 10. септембра 2006. године.

## Квалификације

### УНКАФ/НАФУ квалификације
Победници група, Мексико и Панама,пласирале су се у финалну фазу Златног купа.
 Група А
| Екипа     | Ута | Поб | Нер | Изг | ГД | ГП | Бод |
| --------- | --- | --- | --- | --- | -- | -- | --- |
| Мексико   | 2   | 2   | 0   | 0   | 17 | 0  | 6   |
| Никарагва | 2   | 1   | 0   | 1   | 2  | 10 | 3   |
| Салвадор  | 2   | 0   | 0   | 2   | 1  | 10 | 0   |
| Белизе    | 0   | 0   | 0   | 0   | 0  | 0  | 0   |

| Мексико | 9 : 0 | Никарагва |
| ------- | ----- | --------- |
|         |       |           |

| Никарагва | 2 : 1 | Салвадор |
| --------- | ----- | -------- |
|           |       |          |

| Мексико | 8 : 0 | Салвадор |
| ------- | ----- | -------- |
|         |       |          |

 Група Б
| Екипа     | Ута | Поб | Нер | Изг | ГД | ГП | Бод |
| --------- | --- | --- | --- | --- | -- | -- | --- |
| Панама    | 2   | 2   | 0   | 0   | 5  | 0  | 6   |
| Гватемала | 2   | 1   | 0   | 1   | 2  | 4  | 3   |
| Костарика | 2   | 0   | 0   | 2   | 1  | 4  | 0   |
| Хондурас  | 0   | 0   | 0   | 0   | 0  | 0  | 0   |

| Гватемала | 2 : 1 | Костарика |
| --------- | ----- | --------- |
|           |       |           |

| Панама | 2 : 0 | Костарика |
| ------ | ----- | --------- |
|        |       |           |

| Панама                                                       | 3 : 0    | Гватемала |
| ------------------------------------------------------------ | -------- | --------- |
| Адела Мачадо 10’ · Амарелис Де Мера 24’ · Стефани Агилар 76’ | Извештај |           |

### КФС квалификације
Такође познат као Карипски куп у фудбалу за жене, одлучивао је за попуну два упражњена места. На квалификациони турнир се пријавило 22 репрезентације.

#### Прелиминарна фаза
| Тим #1                      | рез.     | Тим #2                     | прва утакмица | друга утакмица |
| --------------------------- | -------- | -------------------------- | ------------- | -------------- |
| Барбадос                    | 0 : 1    | Антигва и Барбуда          | 0 : 1         | 0 : 0          |
| Кајманска Острва            | 1 : 3    | Холандски Антили           | 1 : 2         | 1 : 0          |
| Британска Девичанска Острва | 1 : 8    | Америчка Девичанска Острва | 1 : 3         | 0 : 5          |
| Теркс и Кајкос              | одустале | Бахами                     |               |                |
| Гренада                     | одустале | Гвајана                    |               |                |
| Сент Китс и Невис           | одустале | Монтсерат                  |               |                |

- Бахами, Гвајана и Монтсерат су одустале од даљњег такмичења.

| Барбадос | 0 : 1 | Антигва и Барбуда |
| -------- | ----- | ----------------- |
|          |       |                   |

| Антигва и Барбуда | 0 : 0 | Барбадос |
| ----------------- | ----- | -------- |
|                   |       |          |

Антигва и Барбуда су победиле укупним резултатом 1 : 0.
| Кајманска Острва | 1 : 2 | Холандски Антили |
| ---------------- | ----- | ---------------- |
|                  |       |                  |

| Холандски Антили | 1 : 0 | Кајманска Острва |
| ---------------- | ----- | ---------------- |
|                  |       |                  |

Холандски Антили су победили укупним резултатом 3 : 1.
| Британска Девичанска Острва | 1 : 3 | Америчка Девичанска Острва |
| --------------------------- | ----- | -------------------------- |
|                             |       |                            |

| Америчка Девичанска Острва | 5 : 0 | Британска Девичанска Острва |
| -------------------------- | ----- | --------------------------- |
|                            |       |                             |

Америчка Девичанска острва су победила укупним резултатом 8 : 1.

#### Прво коло
Победници група, означени подебљаним словима, пласирали су се у финалну фазу такмичења. Хаити није могла да учествује у групи Б, јер им је одбијен улазак у земљу домаћина Аруба, а самим тим и плеј-оф између победника групе Б, Суринама и Хаити је био испланиран. Хаити је победио у плеј-офу, али се Суринам квалификовао као најбољи другопласирани захваљујући гол-разлици, заједно са Бермудом.
| Група А                    | Група А | Група А | Група А | Група А | Група А | Група А | Група А | Група А |
| Држава                     | Бод     | Ута     | Поб     | Нер     | Изг     | ГД      | ГП      | ГР      |
| -------------------------- | ------- | ------- | ------- | ------- | ------- | ------- | ------- | ------- |
| Доминиканска Република     | 9       | 3       | 3       | 0       | 0       | 11      | 2       | +11     |
| Бермуди                    | 6       | 3       | 2       | 0       | 1       | 9       | 4       | +5      |
| Америчка Девичанска Острва | 3       | 3       | 1       | 0       | 2       | 4       | 7       | −3      |
| Теркс и Кејкос             | 0       | 3       | 0       | 0       | 3       | 0       | 11      | −11     |

| Група Б                                                                                 | Група Б | Група Б | Група Б | Група Б | Група Б | Група Б | Група Б | Група Б |
| Држава                                                                                  | Бод     | Ута     | Поб     | Нер     | Изг     | ГД      | ГП      | ГР      |
| --------------------------------------------------------------------------------------- | ------- | ------- | ------- | ------- | ------- | ------- | ------- | ------- |
| Хаитију је одбијен улаз у Арубу, али им је дозвољен плеј-оф са победником групе Суринам |         |         |         |         |         |         |         |         |
| Суринам                                                                                 | 6       | 2       | 2       | 0       | 0       | 10      | 1       | +9      |
| Холандски Антили                                                                        | 3       | 2       | 1       | 0       | 1       | 3       | 8       | −5      |
| Аруба                                                                                   | 0       | 2       | 0       | 0       | 2       | 1       | 5       | −4      |

| Група Ц           | Група Ц | Група Ц | Група Ц | Група Ц | Група Ц | Група Ц | Група Ц | Група Ц |
| Држава            | Бод     | Ута     | Поб     | Нер     | Изг     | ГД      | ГП      | ГР      |
| ----------------- | ------- | ------- | ------- | ------- | ------- | ------- | ------- | ------- |
| Јамајка           | 9       | 3       | 3       | 0       | 0       | 27      | 0       | +27     |
| Света Луција      | 6       | 3       | 2       | 0       | 1       | 5       | 8       | −3      |
| Сент Китс и Невис | 3       | 3       | 1       | 0       | 2       | 5       | 16      | −11     |
| Антигва и Барбуда | 0       | 3       | 0       | 0       | 3       | 3       | 16      | −13     |

| Група Д                  | Група Д | Група Д | Група Д | Група Д | Група Д | Група Д | Група Д | Група Д |
| Држава                   | Бод     | Ута     | Поб     | Нер     | Изг     | ГД      | ГП      | ГР      |
| ------------------------ | ------- | ------- | ------- | ------- | ------- | ------- | ------- | ------- |
| Тринидад и Тобаго        | 9       | 3       | 3       | 0       | 0       | 20      | 1       | +19     |
| Сент Винсент и Гренадини | 6       | 3       | 2       | 0       | 1       | 8       | 4       | +4      |
| Доминика                 | 1       | 3       | 0       | 1       | 2       | 2       | 10      | −8      |
| Гренада                  | 1       | 3       | 0       | 1       | 2       | 2       | 17      | −15     |

 Група А
| Доминиканска Република | 3 : 1 | Америчка Девичанска Острва |
| ---------------------- | ----- | -------------------------- |
|                        |       |                            |

| Бермуди | 4 : 0 | Теркс и Кејкос |
| ------- | ----- | -------------- |
|         |       |                |

| Бермуди | 4 : 1 | Америчка Девичанска Острва |
| ------- | ----- | -------------------------- |
|         |       |                            |

| Доминиканска Република | 5 : 0 | Теркс и Кејкос |
| ---------------------- | ----- | -------------- |
|                        |       |                |

| Америчка Девичанска Острва | 2 : 0 | Теркс и Кејкос |
| -------------------------- | ----- | -------------- |
|                            |       |                |

| Доминиканска Република | 3 : 1 | Бермуди |
| ---------------------- | ----- | ------- |
|                        |       |         |

 Група Б
| Суринам | 7 : 1 | Холандски Антили |
| ------- | ----- | ---------------- |
|         |       |                  |

| Аруба | 1 : 2 | Холандски Антили |
| ----- | ----- | ---------------- |
|       |       |                  |

| Аруба | 0 : 3 | Суринам |
| ----- | ----- | ------- |
|       |       |         |

Плеј−оф
| Суринам | 0 : 3 | Хаити |
| ------- | ----- | ----- |
|         |       |       |

 Група Ц
| Сент Китс и Невис | 3 : 2 | Антигва и Барбуда |
| ----------------- | ----- | ----------------- |
|                   |       |                   |

| Јамајка                                                                                          | 5 : 0 | Света Луција |
| ------------------------------------------------------------------------------------------------ | ----- | ------------ |
| - Венисија Рејд 4’ - Омолин Дејвис 45’ - Кимиа Паркер 64’ - Шакира Данкан 70’ - Нордија Рејд 89’ |       |              |

| Света Луција | 3 : 2 | Сент Китс и Невис |
| ------------ | ----- | ----------------- |
|              |       |                   |

| Јамајка | 10 : 0 | Антигва и Барбуда |
| --- | ------ | ----------------- |
| - Шанике Мичел 1’, 21’, 38’ - Венисиа Рејд 5’, 82’, 90’ - Кимиа Паркер 26’ - Омолин Дејвис 60’ - Шакира Данкан 71’, 90+1’ |        |                   |

| Антигва и Барбуда | 1 : 2 | Света Луција |
| ----------------- | ----- | ------------ |
|                   |       |              |

| Јамајка | 11 : 0 | Сент Китс и Невис |
| --- | ------ | ----------------- |
| - Нордија Рејд 5’, 26’, 32’ - Кимиа Паркер 9’ - Омолин Дејвис 21’ - Венисија Рејд 38’, 69’ - Никол Бел 42’ - Пола Џексон 45’ (пен.) - Шакира Данкан 55’, 89’ |        |                   |

 Група Д
| Сент Винсент и Гренадини | 2 : 0    | Доминика |
| ------------------------ | -------- | -------- |
|                          | Извештај |          |

| Тринидад и Тобаго                                                                                             | 10 : 0   | Гренада |
| --- | -------- | ------- |
| Таша Ст. Луис 20’ (пен.), 23’, 41’, 57’ · Акила Молон 37’, 54’, 59’, 63’ · Триша Купер 68’ · Кења Корднер 73’ | Извештај |         |

| Доминика | 2 : 2    | Гренада |
| -------- | -------- | ------- |
|          | Извештај |         |

| Тринидад и Тобаго                                                            | 4 : 1    | Сент Винсент и Гренадини |
| ---------------------------------------------------------------------------- | -------- | ------------------------ |
| Авиан Даглас 67’ · Кења Корднер 69’ · Аланија Бургин 87’ · Таша Ст. Луис 90’ | Извештај | Ава Робинсон 89’         |

| Гренада | 0 : 5    | Сент Винсент и Гренадини |
| ------- | -------- | ------------------------ |
|         | Извештај |                          |

| Тринидад и Тобаго                                                                               | 6 : 0    | Доминика |
| ----------------------------------------------------------------------------------------------- | -------- | -------- |
| Таша Ст. Луис 10’ · ? 47’ (а.г.) · Авиан Даглас 48’, 54’ · Аланија Бургин 75’ · Акила Молон 89’ | Извештај |          |

#### Финално коло квалификација
Тринидад и Тобаго су били домаћини последњег кола квалификација. Квалификанти су били подељени у две групе од по три тима, а утакмице су игране између 6. и 10. септембра. Репрезентације победнице група, пласирале су се у финалну фазу Златног купа.
Група А
| Екипа                  | Бод | Ута | Поб | Нер | Изг | ГД | ГП | ГР  |
| ---------------------- | --- | --- | --- | --- | --- | -- | -- | --- |
| Тринидад и Тобаго      | 6   | 2   | 2   | 0   | 0   | 12 | 1  | +11 |
| Доминиканска Република | 3   | 2   | 1   | 0   | 1   | 2  | 7  | −5  |
| Суринам                | 0   | 2   | 0   | 0   | 2   | 1  | 7  | −6  |

| Тринидад и Тобаго                                                               | 5 : 1      | Суринам            |
| ------------------------------------------------------------------------------- | ---------- | ------------------ |
| Лесли Ен Џејмс 13’ · Ајана Расел 36’ · Таша Ст. Луис 62’, 77’ · Авин Даглас 66’ | (Извештај) | Бригита Ригтерс 7’ |

| Суринам | 0 : 2      | Доминиканска Република                  |
| ------- | ---------- | --------------------------------------- |
|         | (Извештај) | Кармен Именез 76’ · Јоланда Валерио 90’ |

| Доминиканска Република | 0 : 7      | Тринидад и Тобаго |
| ---------------------- | ---------- | --- |
|                        | (Извештај) | Таша Ст. Луис 10’, 53’ (пен.), 57’ (пен.) · Лесло Ен Џејмс 13’ · Данејел Маскал 45’ · Ајана Расел 68’ · Кења Корднер 71’ |

Група Б
| Екипа   | Бод | Ута | Поб | Нер | Изг | ГД | ГП | ГР  |
| ------- | --- | --- | --- | --- | --- | -- | -- | --- |
| Јамајка | 6   | 2   | 2   | 0   | 0   | 10 | 0  | +10 |
| Хаити   | 3   | 2   | 1   | 0   | 1   | 5  | 3  | +2  |
| Бермуди | 0   | 2   | 0   | 0   | 2   | 0  | 12 | −12 |

| Јамајка                                                                      | 7 : 0      | Бермуди |
| ---------------------------------------------------------------------------- | ---------- | ------- |
| Омолин Дејвис 19’, 76’ · Венисиа Рејд 33’, 61’, 83’, 88’ · Шакира Данкан 89’ | (Извештај) |         |

| Бермуди | 0 : 5      | Хаити                                                                  |
| ------- | ---------- | ---------------------------------------------------------------------- |
|         | (Извештај) | Роселин Џозеф 16’, 74’ · Фелисија Либертин 42’, 65’ · Вислин Долсе 76’ |

| Хаити | 0 : 3      | Јамајка                                                  |
| ----- | ---------- | -------------------------------------------------------- |
|       | (Извештај) | Шанике Мичел 38’ · Венисија Рејд 48’ · Шакира Данкан 89’ |

Победници група, Тринидад и Тобаго и Јамајка, пласирали су се у финалну фазу Златног купа.